# Рецепт (альбом)
«Рецепт» — це дебютний альбом гурту «Крихітка», випущений 2009 року лейблом "Fast Perfect".

## Композиції
1. Рецепт
2. Авто
3. Пульт (feat. Louis Franck)
4. Екземпляр
5. ВМНК (бордель & бардак версія)
6. Плюс один
7. Бай
8. Щось на зразок
9. Хочу почути
10. Ало-Але
11. Спорт (Давай займемось спортом?)
12. В епіцентрі
13. Все, що тобі потрібно